# Lancelot de Vassé
Lancelot de Vassé, militaire français du XVIIe siècle, seigneur de Vassé, baron de la Roche-Mabile, seigneur d'Esquilly, etc., conseiller d'État.

## Biographie
Fils de Jean de Vassé et de Jeanne Le Vavasseur (dont il hérite la seigneurie d'Esquilly), chevalier de l'ordre de Saint-Michel, avant 1609, de l'ordre du Saint-Esprit à la promotion du 31 décembre 1619, fut en grande considération sous les règnes d'Henri IV et de Louis XIII, gouverneur de Mayenne et de Lassay en 1621. Son image se voyait au chœur du Couvent des Jacobins à Laval, avec ses armes et celles de Françoise de Gondi, sa femme, décédée à l'abbaye de Poissy, le 4 mars 1627. Il mourut lui-même à Paris, le 19 avril 1628. 
Son fils Henri, seigneur de Suremaine par son alliance avec  Renée Le Cornu, s'était fait tuer au siège de Royan, au mois de mai 1622, et laissait un fils posthume. Il fut inhumé dans l'église de Rouessé. 
Henry François Groignet, marquis de Vassé, baron de la Roche Mabille, vidame du Mans, fils des précédents, vendit en 1664 au  comte Charles de Montesson, seigneur de la Beschère et de la Roche-Pichemer, les terres de la Courbe, de Brée et de Trancalou. Il avait épousé Marie-Madeleine de Saint-Gelais. 
Scarron parle, en 1641 de :
: « Monsieur de Vassé le Manceau,
Qui n'est encor qu'un jouvenceau,
Mais dont le bien, que je ne mente,
Vaut quinze mille écus de rente. ». 
Les tombes de Lancelot de Vassé et de Françoise de Gondi, retrouvées en 1861 sous le pavage de l'église de Rouessé-Vassé, ont été reproduites en héliogravure dans le Bulletin historique de la Mayenne (t. V, p. 212.).

## Source
« Lancelot de Vassé », dans Alphonse-Victor Angot et Ferdinand Gaugain, Dictionnaire historique, topographique et biographique de la Mayenne, Laval, A. Goupil, 1900-1910 [détail des éditions] (BNF 34106789, présentation en ligne), t. III, p. 844.